# تاما ۳۰۰

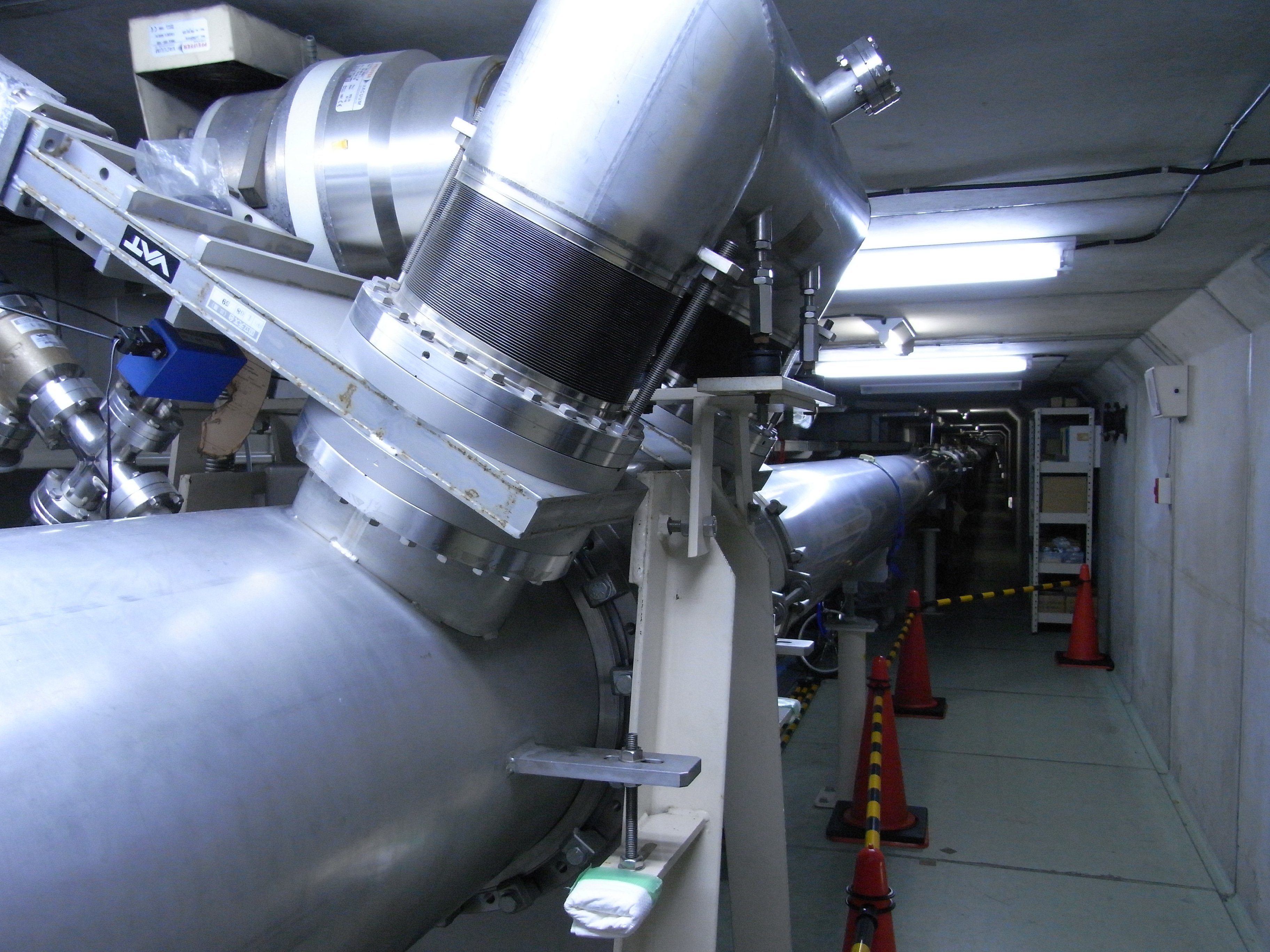
پمپ خلا و داکت لیزر TAMA300

تاما ۳۰۰ (به انگلیسی: TAMA 300) یک آشکارساز امواج گرانشی است که در دانشکده میتاکای رصدخانه ملی ستاره‌شناسی ژاپن واقع شده‌است. این آشکارساز پروژه ای از گروه مطالعات امواج گرانشی در موسسه پژوهشهای پرتو کیهانی دانشگاه توکیو می‌باشد . گروه مطالعات امواج گرانشی در سال ۱۹۷۶ به منظور مطالعات پرتو کیهانی تأسیس شد.
پروژه تاما در سال ۱۹۹۵ آغاز شد. این پروژه از یک تداخل سنج فابری پروت میکلسون (FPMI) بهره می‌گیرد. این پروژه به‌طور رسمی با نام آنتن موج گرانشی تداخل سنجی لیزری ۳۰۰ متری شناخته می‌شود.